# Charlotte Grasnick

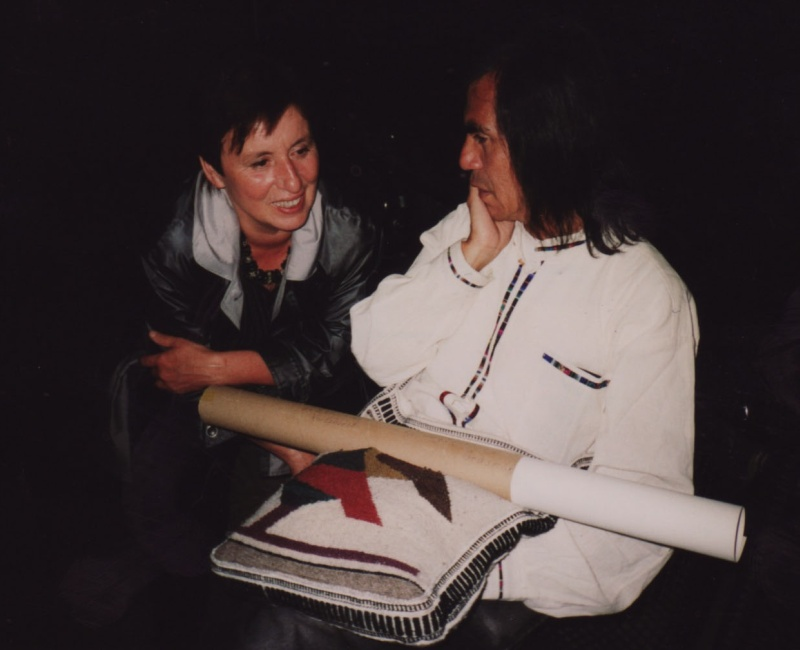
Charlotte Grasnick und der peruanische Dichter José Pablo Quevedo nach einer Lesung in Berlin (2005)

Charlotte Grasnick (* 26. September 1939 in Berlin; † 23. Mai 2009 ebenda) war eine deutsche Lyrikerin, die in Berlin lebte und arbeitete.

## Leben
Grasnick war die Tochter eines Universitätsprofessors. Sie wuchs in Thüringen auf. Von 1957 bis 1959 machte sie das Abitur und arbeitete anschließend als Röntgenpraktikantin.
Sie studierte von 1959 bis 1963 in Dresden an der Musikhochschule Carl Maria von Weber Gesang. Nach dem Studium übersiedelte sie nach Berlin, wo sie als Sängerin an der Komischen Oper und im Rundfunkchor Berlin auftrat. Später arbeitete sie als Musiklehrerin an einer Polytechnischen Oberschule. Sie war Mitglied im Schriftstellerverband und war bis zu ihrem Tod im Mai 2009 verheiratet mit Ulrich Grasnick. Gemeinsam mit ihm leitete sie die Lesebühne der Kulturen Karlshorst und den Köpenicker Dichterkreis, letzterem gehörten unter anderem Reinhard Jirgl, Michael Manzek und Benjamin Stein an.
Seit 1993 war sie Mitglied der von dem Dichter Karl Krolow gegründeten Gesellschaft für zeitgenössische Lyrik Tübingen. Als Nachfahrin der Familie des Pädagogen Friedrich Fröbel wurde sie am 18. Juli 2009 auf dem historischen Friedhof in Keilhau bei Rudolstadt, wo Fröbel seine erste Erziehungseinrichtung gründete, beigesetzt.

## Werk
Ihre Urgroßmutter Sophie Barop bekam von August Heinrich Hoffmann von Fallersleben ein Liebesgedicht geschenkt, das in Charlotte Grasnicks Prosaband Ich möchte noch ein Stück Himmel sehen zu finden ist. Ihre Gedichte wurden von dem peruanischen Dichter José Pablo Quevedo (* 1945) ins Spanische übersetzt und in einem zweisprachigen Gedichtband in Peru veröffentlicht. Von Charlotte Grasnick erschienen viele Gedichte in lateinamerikanischen und spanischen Zeitschriften und Zeitungen (Orlandino Barcelona). Marc Chagall zeichnete für Charlotte Grasnick zwei Widmungen.

## Veröffentlichungen (Auswahl)
- Flugfeld für Träume. Mit Reproduktion von Graphiken von Wilhelm Lachnit. Verlag der Nation, 1984.
- Blutreizker. Mit reproduzierten Zeichnungen von Dieter Goltzsche. Verlag der Nation, 1989, ISBN 3-373-00325-3.
- Nach diesem langen Winter. Edition Zeitzeichen (herausgegeben von Paul Alfred Kleinert). Aschersleben 2003, ISBN 3-9808479-3-4.
- So nackt an Dich gewendet. Gesammelte Gedichte. Herausgegeben von Benjamin Stein, mit Zeichnungen von Dieter Goltzsche. Verbrecher Verlag, Berlin 2010, ISBN 978-3-940426-47-5.
- Charlotte Grasnick (= Poesiealbum. 317), Lyrikauswahl von Ulrich Grasnick, Grafik von Stefan Friedemann. Märkischer Verlag, Wilhelmshorst 2015, ISBN 978-3-943708-17-2.[2]
- Zwischentexte. Prosagedichte. Herausgegeben von Michael Manzek. Laeser Edition, Berlin 2019, ISBN 978-3-00-061947-2.

## Beteiligungen an Projekten und Anthologien (Auswahl)
- 1993: Vogelbühne
- 1983: Spuren im Spiegellicht
- 1988: Auswahl 88
- 1988: Buchenswert. Notizen über das Büchermachen
- 1991: Frauenliteratur (Buchners Verlag)
- 1998: Inselfenster 3
- 1998: Frauenfrühling. Plakataktion: Gedichte in der Berliner U-Bahn
- 1999: IV. CITA DE LA POESIA
- 2000: Café Berlin Nr. 2
- 2000: Jedesmal wie ein Geschenk. Herausgeber Michael Manzek. Laeser edition, ISBN 978-3-00004607-0.
- 2014 Seltenes spüren. Gedichte. mit Günter Kunert, Marko Ferst, Elisabeth Hackel, Michael Manzek, Dorothee Arndt, Ulrich Grasnick u. v. a. Edition Zeitsprung, Berlin 2014, ISBN 978-3-73860056-8.